# برهنه پیش روی یک آینه
برهنه پیش روی یک آینه (نام اصلی: Nu devant la cheminée) یک نقاشی کشیده‌شده در سال ۱۹۵۵ میلادی، توسط هنرمند فرانسوی-لهستانی بالتوس است.

این نقاشی زنی برهنه را در مقابل آینه به تصویر می‌کشد. آثار بالتوس معمولاً پیرامون اینگونه موضوعات هستند و همین امر سبب بروز جنجال‌هایی در اوایل فعالیت‌های هنری او شد. نام دیگر این نقاشی برهنه در برابر یک پیش بخاری (به انگلیسی: Nude in Front of a Mantel) است.
این نقاشی توسط رابرت لیمان در سال ۱۹۷۵ میلادی به موزه متروپولیتن نیویورک اهدا شد.